# Impasse du Jeu-des-Enfants
L'impasse du Jeu-des-Enfants (en alsacien : Kinderspielgässel) est une voie sans issue de Strasbourg, rattachée administrativement au quartier Gare - Kléber, qui s'ouvre entre les nos 36 et 38 de la rue du Jeu-des-Enfants. Orientée nord-sud, elle est parallèle à la rue Gustave-Doré à l'ouest et à la rue Hannong à l'est. Privatisée, elle est fermée par un portail.

## Histoire et toponymie

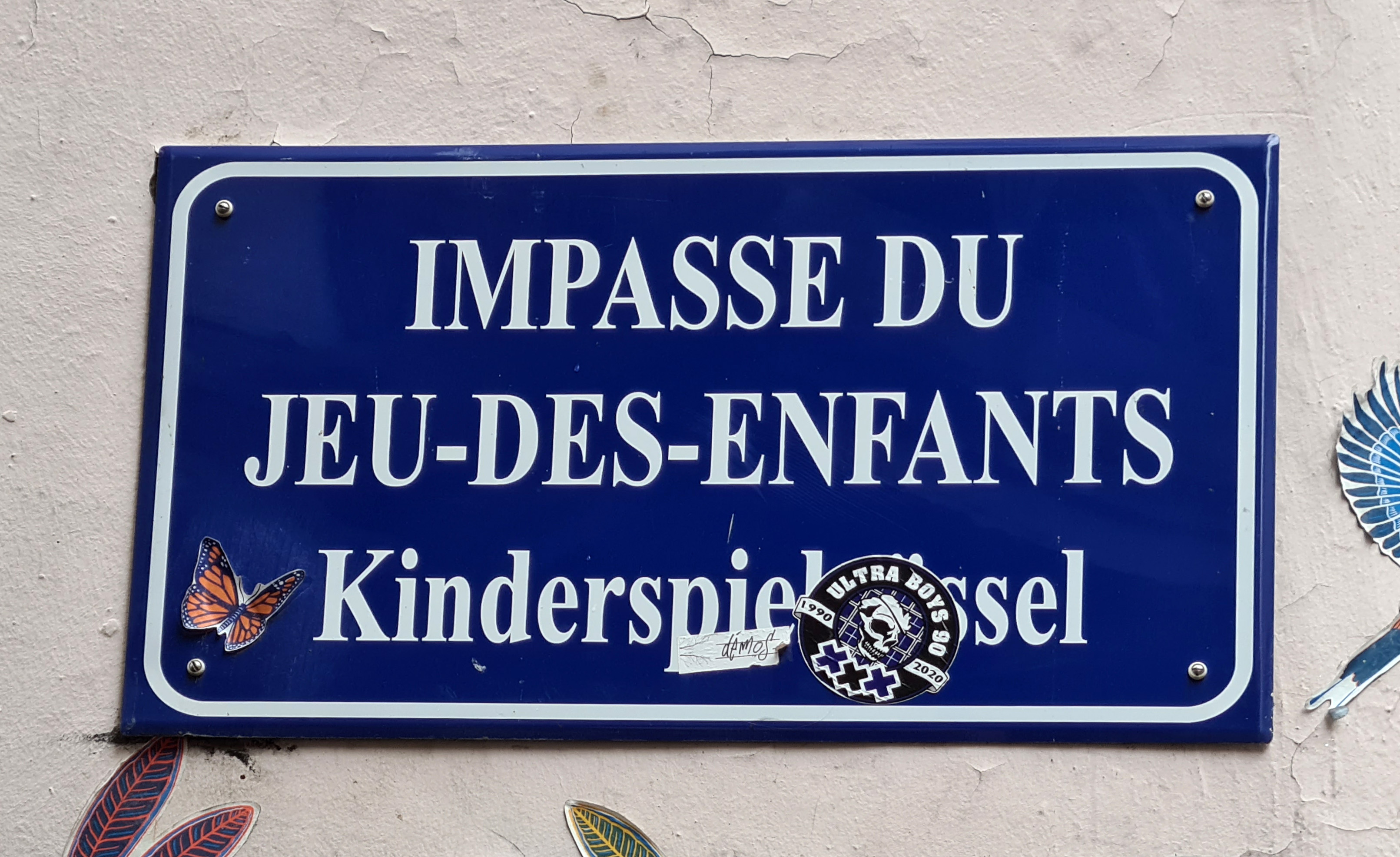
Plaque bilingue, en français et en alsacien.

La ruelle a porté successivement différents noms, en allemand ou en français : Stallgesselin (1580), impasse du Jeu-des-Enfants (1856, 1918, 1945), Kinderspielgässchen (1858, 1872, 1940).
Des plaques de rues bilingues, à la fois en français et en alsacien, ont été mises en place par la municipalité à partir de 1995. C'est le cas du Kinderspielgässel.
Le facteur d'orgues Friedrich Stern y vécut au XVIe siècle.